# Cầu vượt ngã sáu Gò Vấp
Cầu vượt ngã sáu Gò Vấp là cầu vượt đường bộ bằng thép có dạng chữ Y tại quận Gò Vấp, Thành phố Hồ Chí Minh, Việt Nam.
Dự án có tổng mức đầu tư là 405,7 tỷ đồng, được khởi công từ tháng 9 năm 2016, thiết kế theo hình chữ Y gồm hai nhánh cầu. Một nhánh có hướng đường Nguyễn Oanh đến đường Nguyễn Kiệm, với tổng chiều dài 240 mét và rộng 6 mét, trong đó phần cầu trên đường Nguyễn Oanh rộng 11,5 mét. Nhánh thứ 2 có hướng đường Phạm Ngũ Lão sang đường Nguyễn Oanh, với chiều dài 280 mét và rộng 6 mét.